# Capilla de San Antonio Tomatlán
La capilla de San Antonio Tomatlán es un edificio religioso de la Ciudad de México, ubicado en la zona centro de la misma. 

## Ubicación
Se encuentra en la calle de San Antonio Tomatlán, frente a la plazuela homónima, esquina con la de Nicolás Bravo. Por mucho tiempo esta calle, que venía de la Plaza de Loreto, era la única que comunicaba el barrio con el resto de la ciudad. A sólo una cuadra está la antigua plazuela (hoy mercado) de Mixcalco. 

## Historia
Según consta en el mapa de Carrara Stampa, el barrio de Tomatlán estaba en el oriente de la ciudad, casi llegando al límite de la tierra firme que formaba el dique de Ahuizótl, cercano a la calzada que comunicaba el Templo Mayor y su círculo ceremonial con el embarcadero a Texcoco. Pertenecía a la demarcación de Atzacualco. 
Con la conquista y el desecamiento del lago, así como el achicamiento de la ciudad, el barrio se convirtió en un caserío aislado de la ciudad, cercano a la plazuela de Mixcalco y el hospital de leprosos de San Lázaro, relativamente comunicado con ella a través de la hoy calle de San Antonio Tomatlán. Para la segunda mitad del siglo XIX, aunque la ciudad todavía terminaba ahí, ya aparece mejor poblado y la calle mejor trazada. Para inicios del siglo XX ya aparece integrada dentro de la traza urbana, con la Penitenciaría y varias cuadras más a sus espaldas. Hoy, parte de la colonia Centro I de la alcaldía Venustiano Carranza, se le considera parte del área más céntrica de toda México. 
El barrio tuvo y tiene fama de pobre, lleno de casas de vecindad. 
Es difícil asegurar cuándo se erigió la capilla primitiva ni la actual, puesto que no quedan fuentes que lo consignen. Sin embargo, dada la advocación de San Antonio de Padua es difícil dudar que los franciscanos fuesen quienes la erigieron en algún momento del siglo XVI, no lejano a la conquista. Por el tipo de arquitectura que hoy exhibe es posible que fuese reconstruida en el siglo XVIII.

## Descripción
Es una capilla de pequeñas proporciones y forma linear. Lo que sin lugar a dudas llama más la atención es su fachada, que sobre la puerta exhibe un hermoso relieve en piedra representando a San Antonio, con un par de ojos de buey floreados a cada lado. Del lado izquierdo de la fachada está un sencillo campanario de un cuerpo que da armonía al conjunto. Según Rosell, poseyó en su momento una portada lateral de mérito destacable, que hoy está desaparecida; en su lugar está la fachada desnuda de tezontle y una ventana tapiada, con una capilluela moderna adosada dedicada al Sagrado Corazón de Jesús.
El interior es igual de interesante. Si bien el altar mayor es de manufactura moderna siendo poco más que un panel de madera con cuatro pinturas coloniales y el ciprés que alberga al santo titular, los altares laterales son mucho más llamativos, siendo churriguerescos y dorados. 
Los ojos de buey de la capilla han influenciado la arquitectura del rumbo, queriendo particulares añadir recreaciones del mismo a sus casas. Véanse la casa de la calle de los Héroes de Nacozari №17 y la de la plazuela de San Antonio Tomatlán №65.